# Wuaflart de la Croix
Jean Wuaflart de la Croix est un chevalier brigand du XIVe siècle originaire de la région lilloise.

## Biographie
Dès la fin de 1330, avec sa bande de brigands, il tenait la campagne des environs de Lille.
Il servit de guide aux Anglais pendant la guerre de Cent Ans, dans les années 1340, notamment lors du siège de Tournai. 
Il fut capturé par les Français durant une bataille dans les marais d’Ascq puis livré à Lille à un magistrat qui le fit exécuter.